# Charonia tritonis
Charonia tritonis és una espècie de gastròpode marí de la família Ranellidae.
Assoleix una longitud d'uns 20 cm. Es tracta d'una espècie de distribució Indo-Pacífica. Modificada artesanalment s'ha emprat com a corn marí.